# Zehnfußkrebse
Die Zehnfußkrebse (Decapoda) bilden eine Ordnung innerhalb der Klasse der Höheren Krebse. Etwa 15.000 Arten der Krebstiere gehören zu den Zehnfußkrebsen, darunter die bekanntesten Gruppen wie die Großkrebse, zu denen die Flusskrebse und die Hummer gehören, die Einsiedlerkrebse, die Krabben, die Langusten und die meisten Garnelen. Die Zehnfußkrebse sind die artenreichste Gruppe der Krebstiere.

## Merkmale

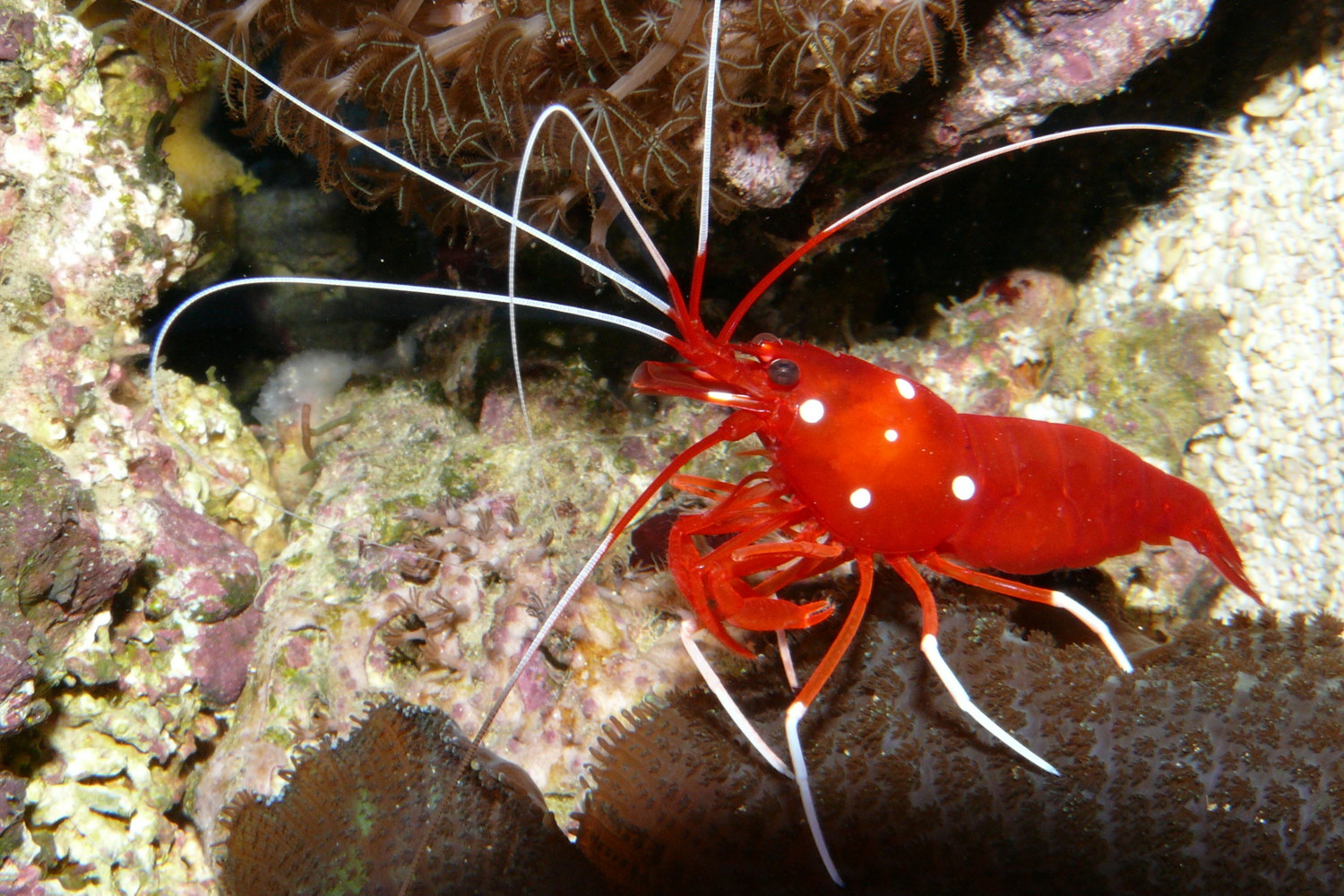
Kardinals-Putzergarnele

Zehnfußkrebse werden zwischen einen Millimeter (eine Art der Partnergarnelen) und 60 Zentimeter (die Languste Jasus huegeli) lang und stellen mit der Japanischen Riesenkrabbe auch das Krebstier mit der größten Spannweite der Gliedmaßen (3,7 m). Sie haben eine Fülle von Körperformen hervorgebracht. Immer ist jedoch eine Teilung in Cephalothorax und Pleon zu sehen.
Die Garnelen, Hummer und Flusskrebse haben ebenso wie die Langusten einen langgestreckten, seitlich oft leicht abgeflachten Körper, dessen Cephalothorax vorne in einem oft gesägten Rostrum ausläuft. Ihre Antennen sind lang, dünn und stabil. Die ersten zwei bis drei Schreitbeine tragen Scheren. Der Hinterleib ist deutlich gegliedert, mit Schwimmbeinen versehen und endet in einem Schwanzfächer, mit dessen Hilfe sie im Gefahrenfall schnell rückwärts fliehen können.
Bei den Krabben ist der Körper dagegen eher breit als lang. Ein Rostrum und ein Schwanzfächer fehlen, so dass die Tiere auch nicht rückwärts schwimmen können. Die Antennen sind kurz, das Abdomen ist kurz, schmal und wird nach vorn unter den Cephalothorax geklappt getragen. Da die Schwimmbeine zurückgebildet sind, bzw. bei den Weibchen nur noch zum Herumtragen der Eier benutzt werden, können die meisten Krabben nicht schwimmen. Die Schwimmkrabben haben jedoch ihre Schwimmfähigkeit wieder zurückgewonnen, indem ihre Hinterbeine in paddelartige Organe umgewandelt wurden. Die Krabbenmorphologie kommt außer bei den Echten Krabben auch noch bei anderen Gruppen der Zehnfußkrebse vor, wo sie sich mehrfach unabhängig entwickelt hat, was Carzinisierung genannt wird.
Ein dritter Körpertyp wird von den Einsiedlerkrebsen repräsentiert, die unsymmetrisch sind, um sich in Schneckengehäusen zu verbergen. Ihr Hinterleib ist weich und geschwollen, da er einige Organe enthält, die bei anderen Zehnfußkrebsen im Cephalothorax sitzen.

## Verbreitung

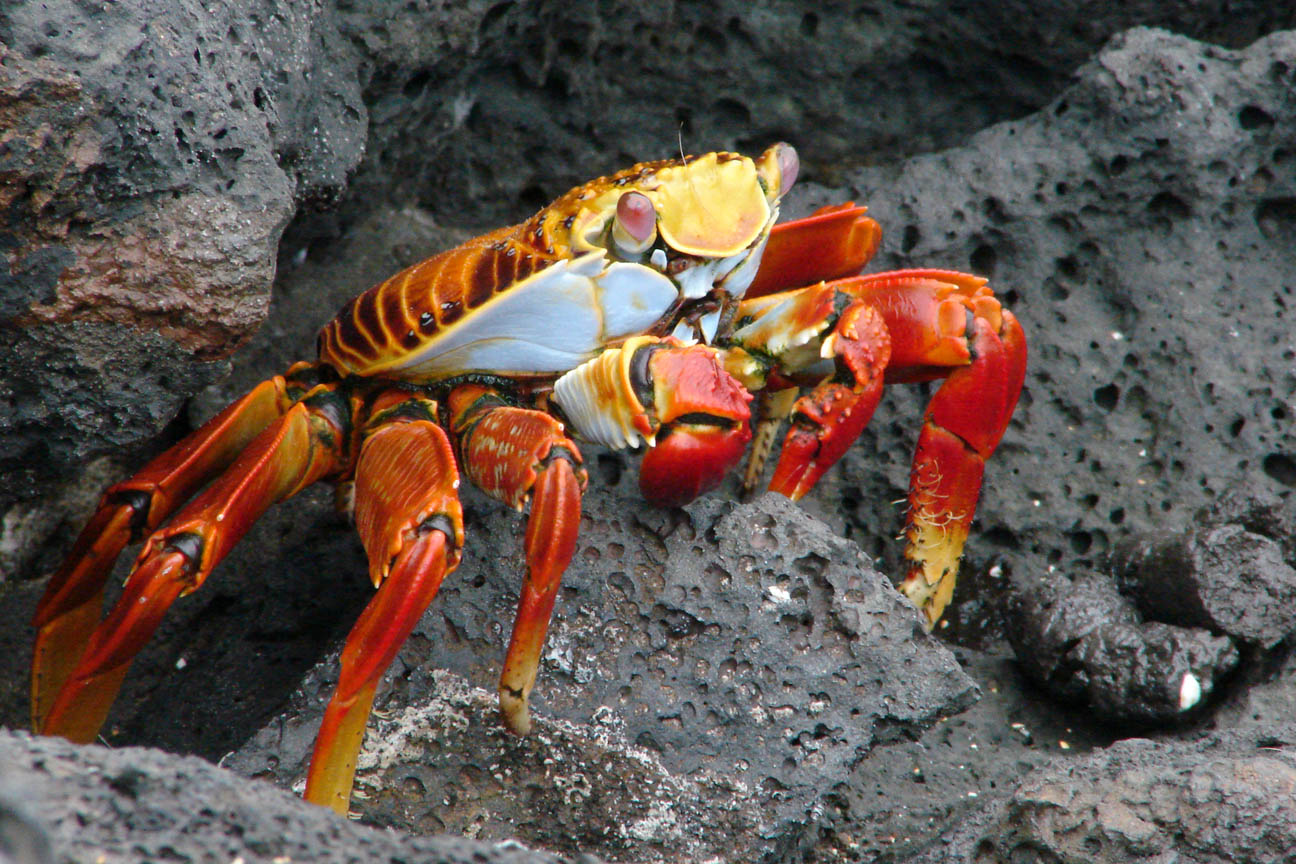
Rote Klippenkrabbe

Zehnfußkrebse sind vor allem Meeresbewohner und in allen Weltmeeren zu Hause, in den polaren allerdings nur artenarm. Besonders artenreich kommen sie an den Küsten vor, vom Schelf bis zur Gezeitenzone. Sie leben vor allem auf dem Meeresboden, pelagisch im Freiwasser lebende Arten sind selten. Verschiedene Gruppen sind in Süßgewässer gewandert oder zum Landleben übergegangen (z. B. der Palmendieb). Alle Zehnfußkrebse müssen jedoch ins bzw. ans Wasser zurück, um sich fortzupflanzen. Funde von fossilen Krebsen dieser Ordnung sind in der Ziegeleitongrube von Engelbostel häufig.

## Systematik

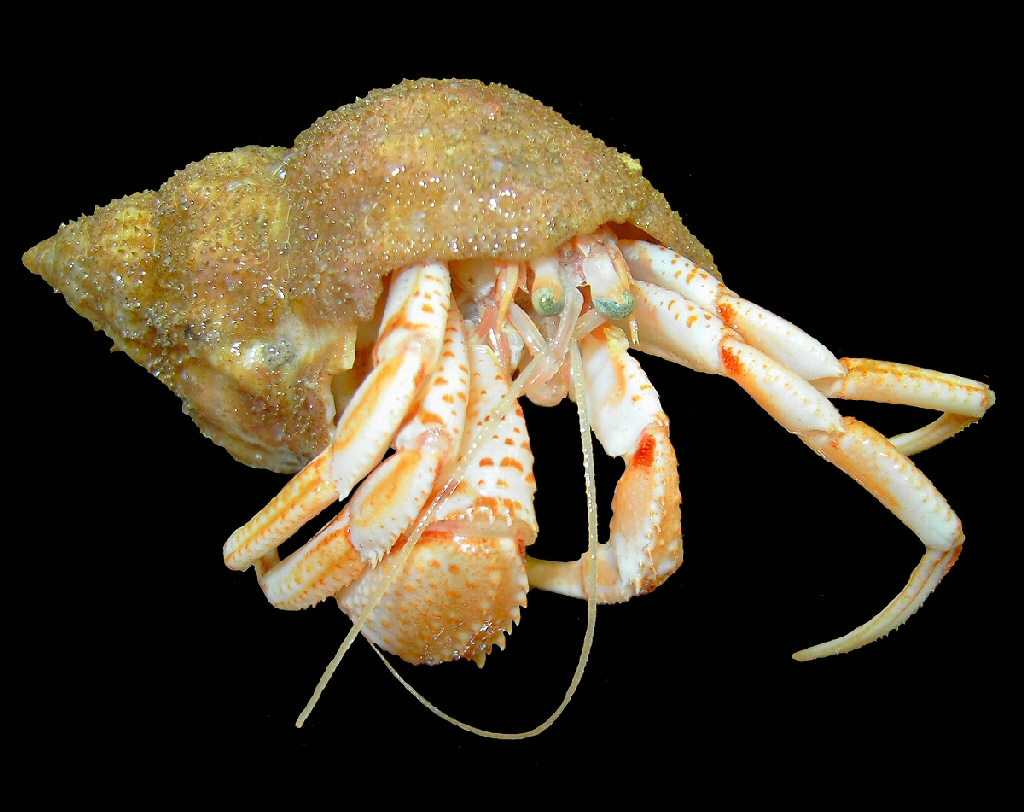
Gemeiner Einsiedlerkrebs

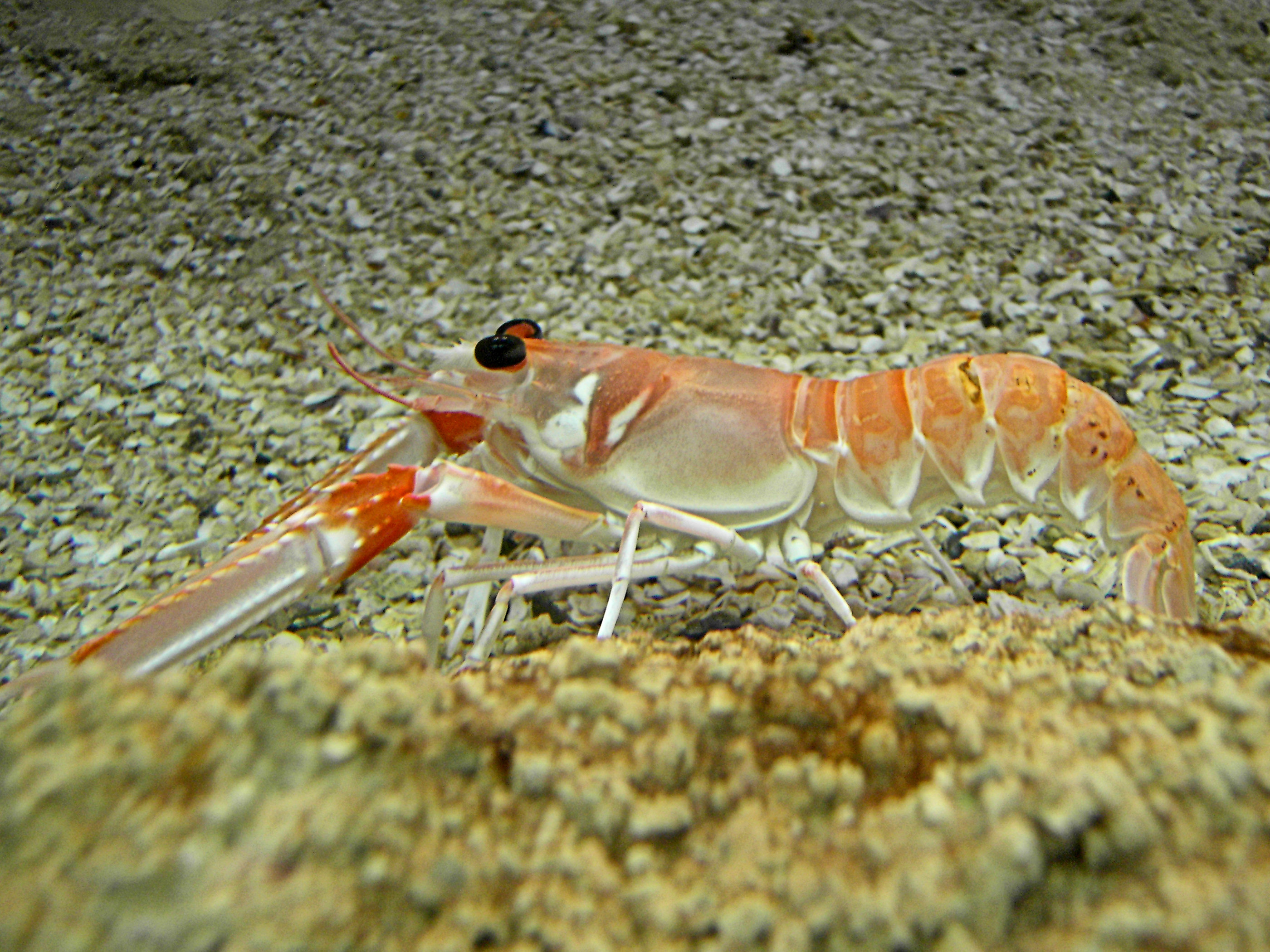
Kaisergranat

Innerhalb der Decapoda werden zwei monophyletische Unterordnungen unterschieden, die Dendrobranchiata und die Pleocyemata. Eine ausführlichere Darstellung der Systematik befindet sich in der Systematik der Zehnfußkrebse.
- Ordnung Zehnfußkrebse (Decapoda)
  - Unterordnung Dendrobranchiata
  - Unterordnung Pleocyemata
    - Infraordnung Achelata
    - Infraordnung Mittelkrebse (Anomura)
    - Infraordnung Großkrebse (Astacidea)
    - Infraordnung Axiidea
    - Infraordnung Krabben (Brachyura)
    - Infraordnung Caridea
    - Infraordnung Gebiidea
    - Infraordnung Glypheidea
    - Infraordnung Polychelida
    - Infraordnung Stenopodidea

## Nutzung
Zehnfußkrebse gelten als Delikatesse und sind ein wichtiges Fischereiprodukt. Vor allem im Kaltwasser der Tiefsee lebende Garnelenarten werden gefischt, im Warmwasser lebende Arten in Indien, Südostasien, den USA und Südamerika in Aquakulturen gezüchtet. Gegessen wird vor allem das Fleisch des Hinterleibs, der nur Muskulatur und keine Organe enthält, bei Hummer und Krabben auch das Fleisch der Scheren.